# 安吉亚里
安吉亚里（義大利語：Anghiari），是意大利阿雷佐省的一个市镇。总面积130.4平方公里，人口5858人，人口密度44.9人/平方公里（2009年）。ISTAT代码为051001。